# إميليو سواريز
إميليو سواريز (بالإسبانية: Emilio Suárez)‏ هو مصارع هاوي فنزويلي، ولد في 16 أكتوبر 1968 في توكوبيتا ‏ في فنزويلا.

## وصلات خارجية
- إميليو سواريز على موقع قاعدة بيانات المصارعة الدولية (الإنجليزية)
- إميليو سواريز على موقع أوليمبيديا (الإنجليزية)